# Дэниел, Бриттани
Бриттани Дэниел (англ. Brittany Daniel, род. 17 марта 1976) — американская актриса, сестра актрисы Синтии Дэниел.

## Биография
Бриттани Дэниел родилась в Гейнсвилле, штат Флорида. Появилась на свет на пять минут раньше, чем её сестра—близнец Синтия. В 1992 году Бриттани сыграла свою первую роль на телевидении (сериал «Swan’s Crossing»). Первый крупный успех ей принесла роль в фильме «Дневник баскетболиста», где её партнёрами по съёмочной площадке были такие известные актёры как Леонардо Ди Каприо и Марк Уолберг.
С 29 июля 2017 года замужем за брокером и адвокатом Адамом Тауни. В августе 2021 года стало известно, что пара ожидает рождения их первого ребёнка при помощи суррогатного материнства.

## Избранная фильмография
- Дневник баскетболиста (1995)
- Приключения Джо Грязнули (2001)
- Клуб ужасов (2004)
- Белые цыпочки (2004)
- Северный берег (2004)
- В Филадельфии всегда солнечно (2005—2005)
- Шалун (2006)
- Совершенно потрясающе (2006)
- Гамильтоны (2006)
- Скайлайн (2010)
- Игра (2006—2011, 2014 —)